# Field del Albion
El Field del Albion (como era conocido, ya que no tenía un nombre oficial asignado, también era llamado simplemente Field de Paso Molino) fue el primer estadio de fútbol en Uruguay, ubicado en Montevideo. Se ubicó en el actual barrio Prado, donde actualmente se cruzan la Avenida 19 de abril y Adolfo Berro.
El estadio fue inaugurado el 19 de abril de 1899, en un encuentro entre los locales, Albion Football Club, contra la tripulación del barco británico H.M.S. Basilik.
Tenía un palco de madera al «estilo británico» y para los partidos de importancia se habilitaba una tribuna de madera, con capacidad para 5.000 espectadores (siendo el escenario de fútbol más importante del momento).
En este escenario se disputaron varios partidos importantes, entre ellos el primer partido de la historia del Campeonato Uruguayo (victoria de CURCC 2-1 sobre Albion el 10 de junio de 1900) y la final del Campeonato Uruguayo 1903 (jugada en 1904, Nacional derrotó a CURCC 3 a 2).

## Historia
Albion recibió la cancha de la empresa de tranvías el 26 de marzo de 1899, ya con sus instalaciones. Posteriormente el estadio fue inaugurado el 19 de abril de 1899, en un encuentro entre los locales, Albion Football Club, contra la tripulación del barco británico H.M.S. Basilik.
El partido terminó con victoria 1 a 0 para el local.
A su vez, recibió el primer encuentro internacional de clubes, un partido entre el local, Albion, y el Belgrano Athletic Club de Buenos Aires, con victoria para la visita por 1 a 0, el 1 de junio de 1899.
El 16 de mayo de 1901, el estadio del Albion fue escenario del primer duelo amistoso internacional entre los seleccionados de Uruguay y Argentina, con el resultado favorable a la Albiceleste por 3 a 2. Más allá del resultado, aquel encuentro será recordado por ser el primero de carácter internacional que se disputó fuera del territorio británico.

## Eventos deportivos

### Final Campeonato Uruguayo 1903
Luego de disputadas ambas rondas de ida y vuelta, a excepción de un encuentro entre Wanderers y Triunfo que nunca se disputó, empataron en la primera posición Nacional y el CURCC. Por ello se debió proceder a disputar un encuentro desempate, pero la inminente guerra civil que se avecinaba en el Uruguay pospuso la definición hasta el año siguiente, año en el cual por esa misma razón, no hubo campeonato uruguayo.
Sin embargo, la final entre ambas escuadras se fijó para el 28 de agosto de 1904, a pesar de encontrarse el país en plena guerra civil, perjudicando notoriamente a Nacional, ya que parte de su plantel debió huir a Buenos Aires para escapar de la leva forzosa, en especial sus estrellas, los hermanos Céspedes que se encontraban jugando en Argentina, mientras otros jugadores estaban enrolados en las filas de Aparicio Saravia. Por contrario, los jugadores del CURCC estaban desafectados del servicio militar ya que eran predominantemente extranjeros, así como por su condición de ferrocarrileros, pues sus servicios eran prioritarios en el marco del conflicto armado.
Finalmente, Nacional pidió al Presidente de la República, José Batlle y Ordóñez, una amnistía para los futbolistas exiliados logrando que éstos se vieran exentos de participar en la guerra civil y pudieran participar del match final, fijado en el field del club Albion.
| Anotado · Anotado |  | B. Céspedes |  |
| Anotado           |  | C. Céspedes |  |

| Anotado |  | A. Camacho |  |
| Anotado |  | E. Mañana  |  |

| Anotado · Anotado |  | B. Céspedes |  |
| Anotado           |  | C. Céspedes |  |

| Anotado |  | A. Camacho |  |
| Anotado |  | E. Mañana  |  |